# Мазаалай (футбольный клуб)
«Мазаалай» («Уланбаатарын Мазаалайнууд») — монгольский футбольный клуб из Улан-Батора.

## История
Основан в 1998 году. О выступлениях до 2003 года сведений нет[уточнить]. В высшем дивизионе чемпионата Монголии по футболу выступал в 2003—2012 и 2014—2016 годах, в том числе в 2005 году завоевал бронзовые медали, а в 2010 году стал серебряным призёром, в большинстве прочих сезонов занимал места в конце таблицы. В ходе сезона 2012 года отказался от участия в чемпионате, вернулся в высшую лигу спустя два года. Сезон 2015 завершил на восьмом месте среди 9 команд, на следующий год стал последним (десятым) и вылетел из высшей лиги. В 2017 году занял 4-е место в первой лиге.
Название клуба означает «медведи», с 2015 года используется более полное название — Уланбаатарын Мазаалайнууд (медведи из Улан-Батора).

## Достижения
- Серебряный призёр чемпионата Монголии: 2010
- Бронзовый призёр чемпионата Монголии: 2005